# کیا سلتوس
کیا سلتوس (به انگلیسی: Kia Seltos) خودرویی کراس اوور محصول شرکت کیا موتورز می‌باشد. این خودرو در سال ۲۰۱۹ در دهلی نو هند رونمایی شد و به بازار عرضه گردید.

## پیشرانه
برای این خودرو چهار نوع موتور قابل عرضه است.
- موتور ۴ سیلندر ۱٫۴ لیتری مجهز به سیستم توربوشارژر
- موتور ۴ سیلندر ۱٫۶ لیتری مجهز به سیستم توربوشارژر
- موتور ۴ سیلندر ۲٫۰ لیتری تنفس طبیعی
- موتور ۴ سیلندر ۱٫۶ لیتری توربو دیزل

## امکانات
- صفحه نمایش اصلی لمسی رنگی ۱۰٫۲۵ اینچی[۱۵]
- سانروف پانوراما الکتریکی
- نورپردازی داخلی با لامپ‌های LED
- هدآپ دیسپلی یا HUD
- سیستم تهویه مطبوع دوگانه
- اتصال به گوشی‌های تلفن همراه از طریق بلوتوث
- سیستم تصفیه هوای داخل کابین
- سیستم صوتی با ۸ بلندگوی جداگانه
- رینگ‌های ۱۶ و ۱۷ و ۱۸ اینچی اسپرت آلیاژی
- چراغ‌های مجهز به لامپ‌های LED

## امکانات ایمنی
- دوربین نمای اطراف ۳۶۰ درجه
- ترمزهای ضد قفل (ABS) دیسکی برای هر چهار چرخ
- ۶ ایربگ
- سیستم کنترل پایداری الکترونیکی (ESC)
- سیستم کمکی شروع حرکت در سراشیبی (HAC)
- سیستم نمایش فشار باد تایرها
- سیستم کنترل سرعت (کروز کنترل)
- سیستم هشدار برخورد از جلو
- سیستم هشدار خروج مسیر حرکت خودرو از بین خطوط جاده
- سیستم هشدار سطح هوشیاری راننده

## نگارخانه

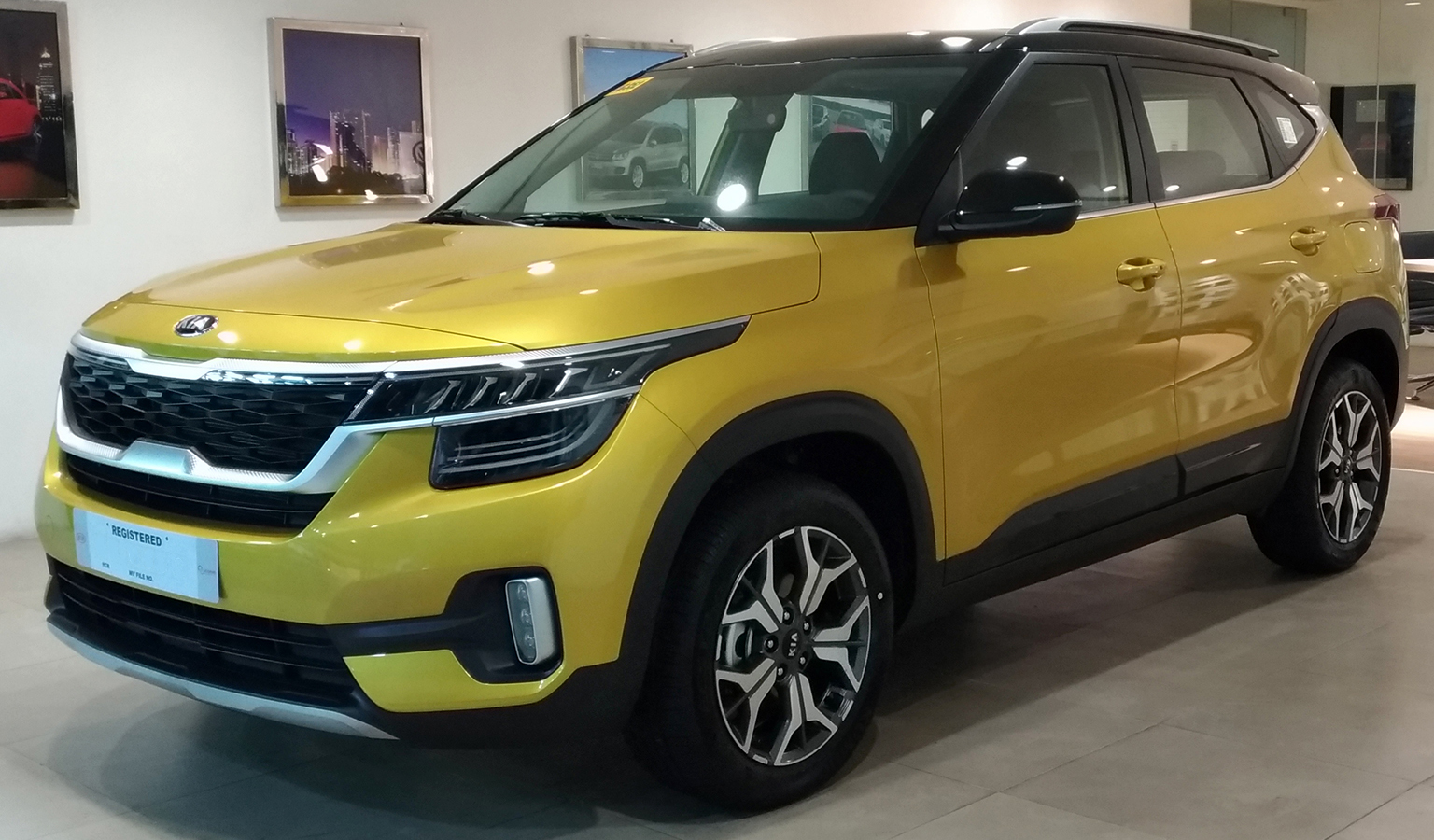
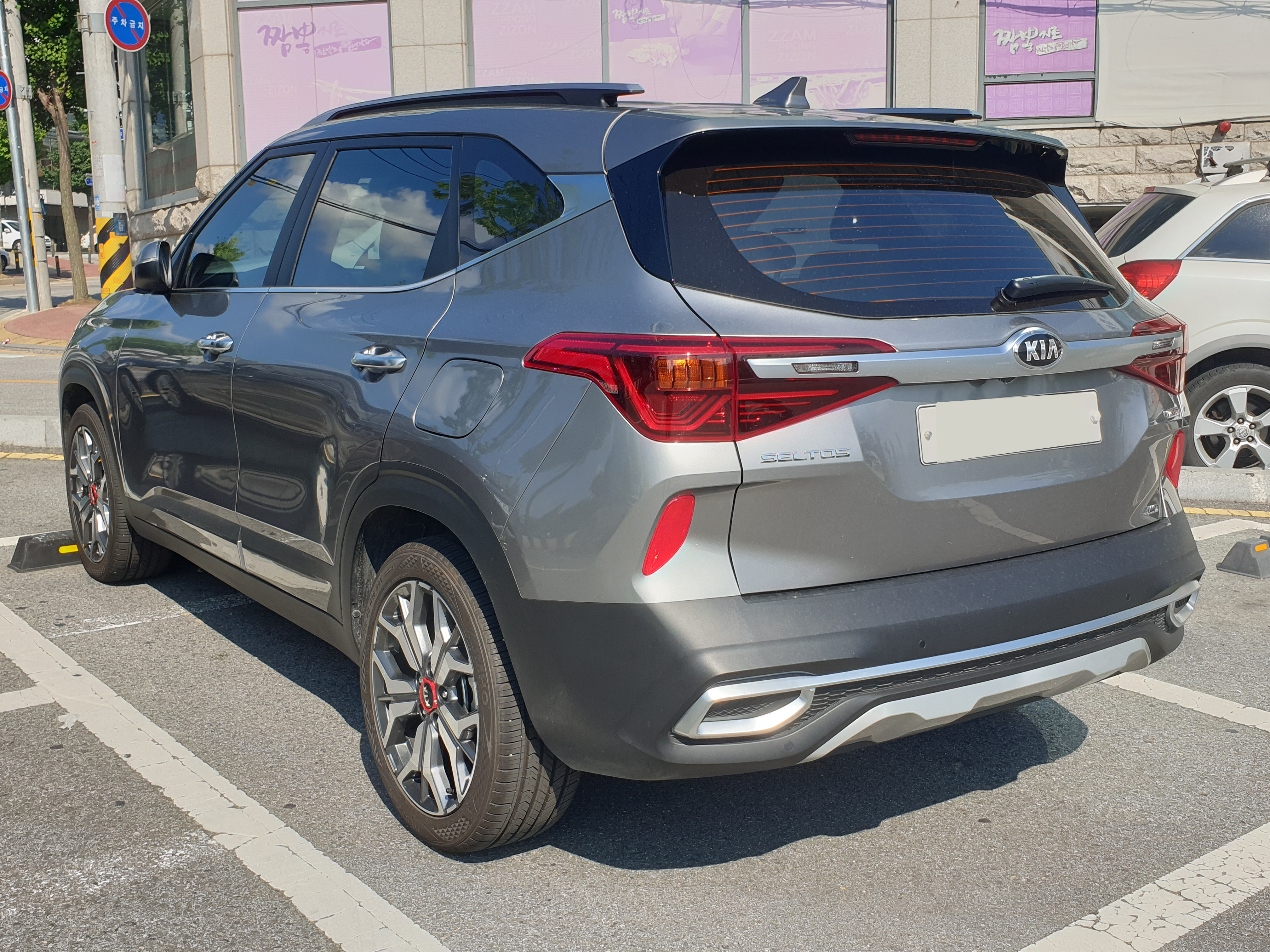
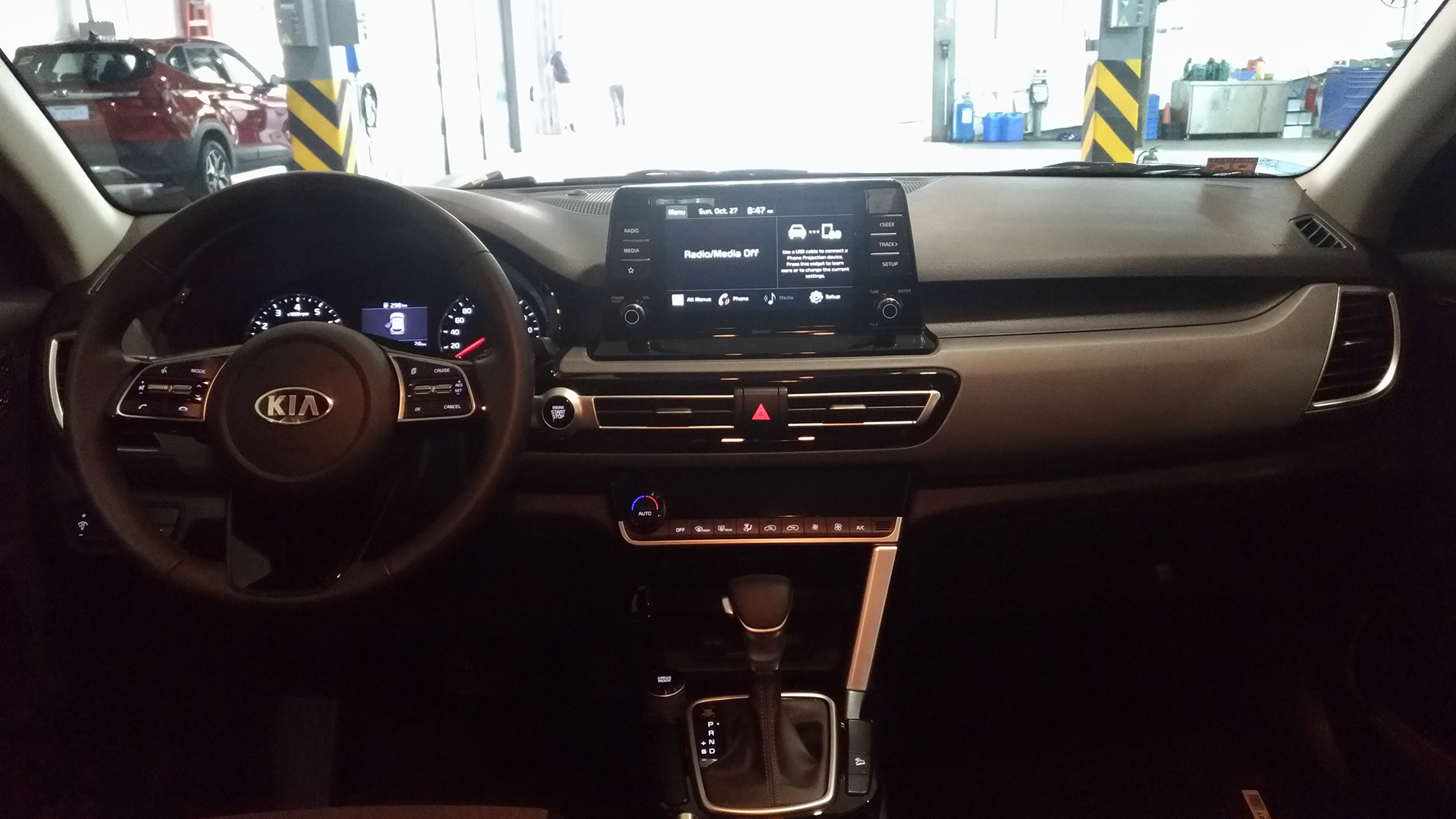
نمای داخلی کیا سلتوس
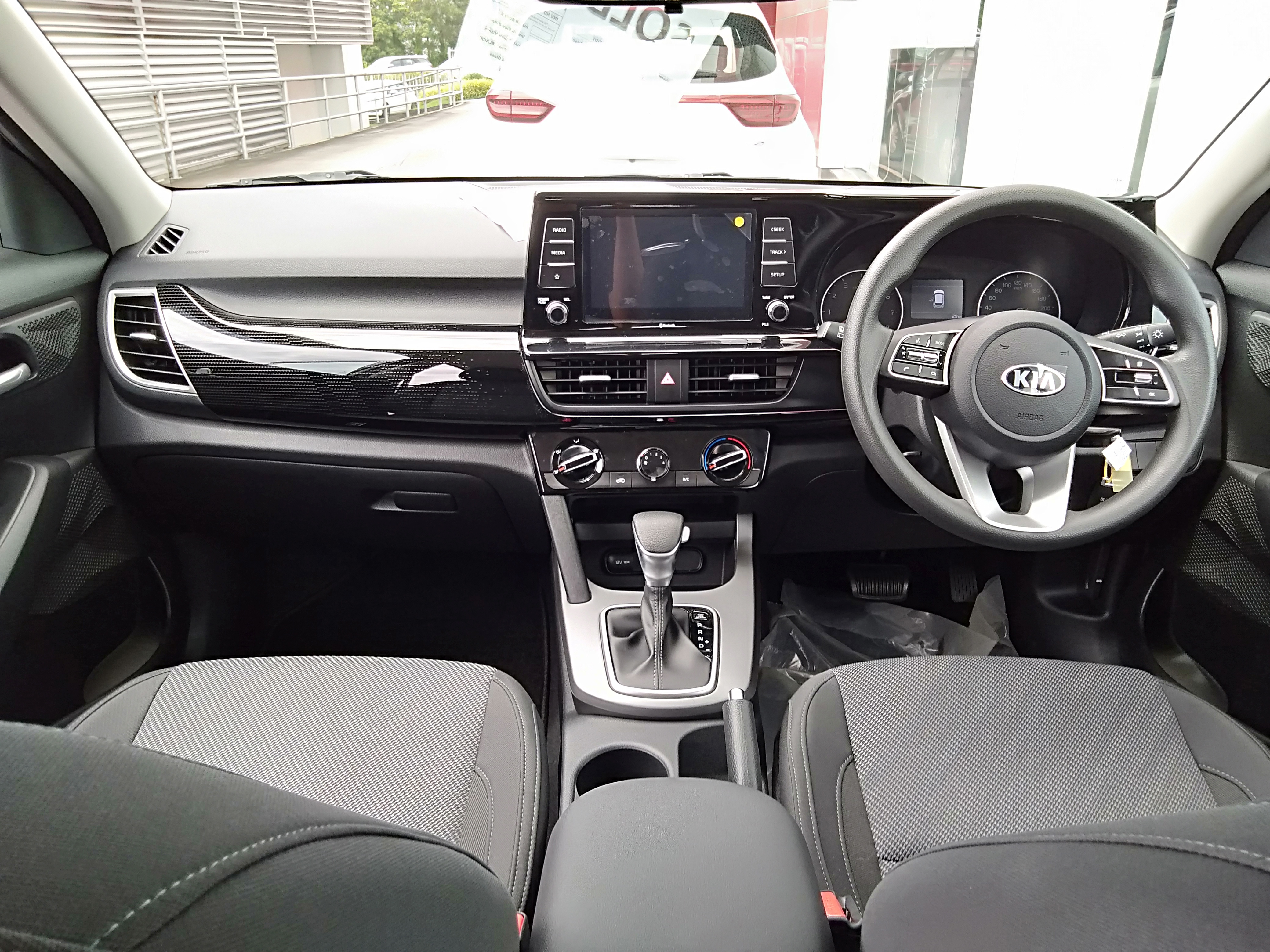
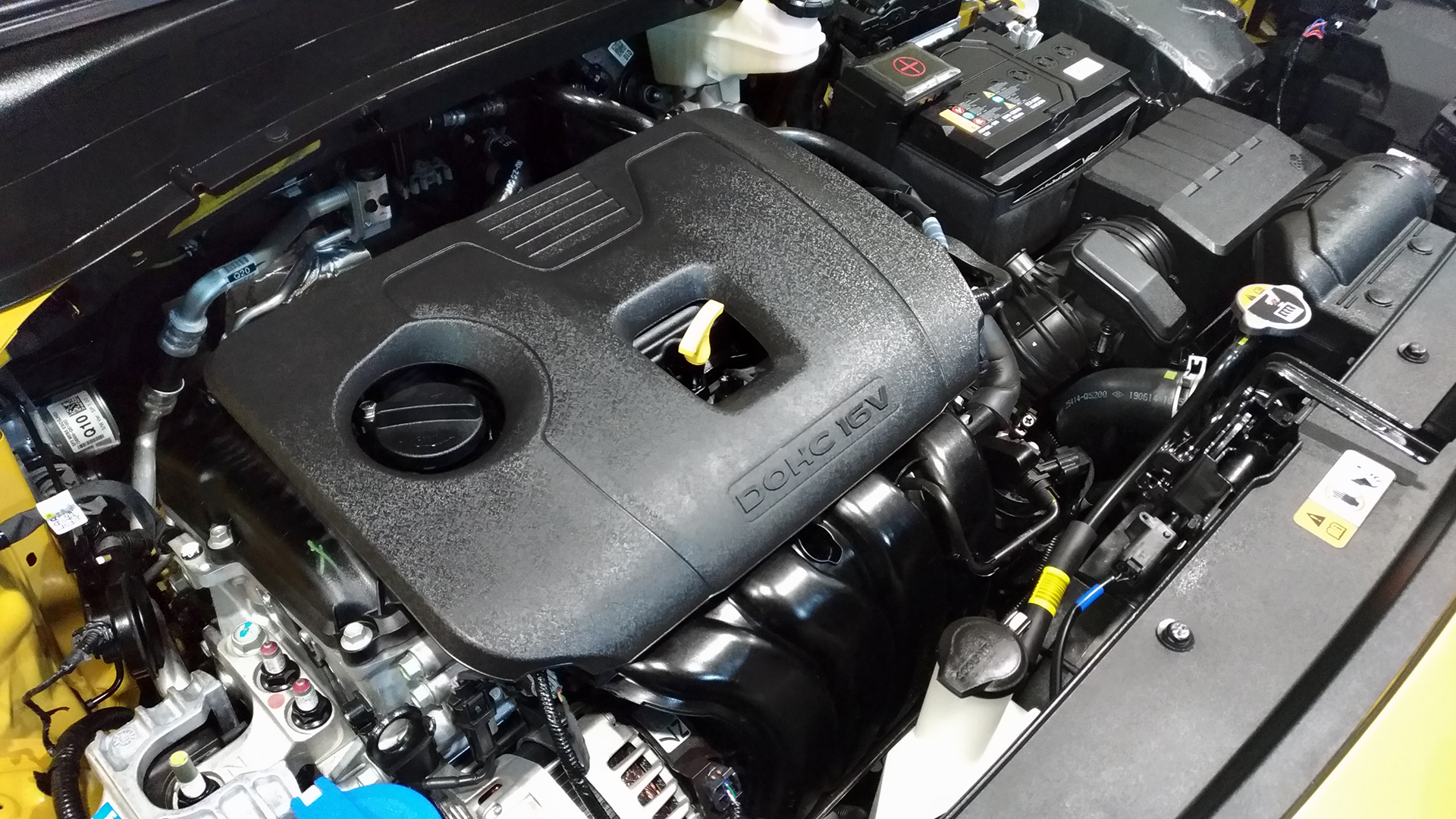